# Gospel Hall of Fame
La Gospel Hall of Fame è una Hall of Fame creata nel 1971 dalla Gospel Music Association dedicata esclusivamente al riconoscimento di individualità e gruppi musicali dediti al genere gospel.

## Lista
Lista incompleta di artisti inseriti nella Hall of Fame con l'anno di introduzione.

### Individualità
- Doris Akers (2001)
- Brown Bannister (2014)
- James Blackwood, Sr. (1974)
- Pat Boone (2003)
- Shirley Caesar (2000)
- Ralph Carmichael (1985)
- Johnny Cash (2010)
- James B. Coats (1992)
- Fanny Crosby (1975)
- Andrae Crouch (1998)
- Thomas A. Dorsey (1982)
- Tennessee Ernie Ford (1994)
- John Wallace Fowler (1988)
- Aretha Franklin (2012)
- Bill Gaither (1983)
- Gloria Gaither (1997)
- Vestal Goodman (2004)
- Amy Grant (2003)
- Al Green (2004)
- Keith Green (2001)
- Stuart Hamblen (1994)
- Larnelle Harris (2007)
- Jake Hess (1982)
- Billy Ray Hearn (1997)
- Mahalia Jackson (1978)
- Kurt Kaiser (2001)
- Phil Keaggy (2007)
- Haldor Lillenas (1982)
- John Newton (1982)
- Larry Norman (2001)
- Dolly Parton (2009)
- Sandi Patty (2004)
- John W. Peterson (1986)
- Elvis Presley (2001)
- Homer Rodeheaver (1973)
- Michael W. Smith (2009)
- Thurman Ruth
- Ira D. Sankey (1979-80)
- George Beverly Shea (1978)
- Ricky Skaggs (2012)
- J.D. Sumner (1984)
- Charles Davis Tillman (1993)
- Evie Tornquist (2005)
- Albertina Walker (2001)
- Ethel Waters (1984)
- Charles Wesley (1995)

### Gruppi
- The Blackwood Brothers (1998)
- The Blind Boys of Alabama (2002)
- Cathedral Quartet (1999)
- DeGarmo & Key (2010)
- The Fairfield Four (1999)
- Fisk Jubilee Singers (2000)
- The Hoppers (2012)
- Bill Gaither Trio (1999)
- The Imperials (1998)
- The Jordanaires (1998)
- The Kingsmen (2000)
- Mighty Clouds of Joy (1999)
- TRUTH (2000)
- The Oak Ridge Boys (2000)
- Petra (2000)
- The Rambos (2001)
- Second Chapter of Acts (1999)
- The Singing LeFevres (1998)
- The Statler Brothers (2007)
- The Winans (2007)
- Take 6 (2014)